# Clifford Henry Geake
Clifford Henry Geake, britanski general, * 1894, † 1982.